# Femina (Revuebühne)
Femina war eine Revuebühne in Wien.
Im Jahre 1913 wurde die Jugendstil-Kleinkunstbühne in der Johannesgasse 1 verkauft. 1910 war dort unter Egon Friedell das Cabaret Fledermaus geschlossen worden. Danach wurde dort die Revuebühne Femina gegründet.

## Lokalität
Die Architektur des Lokals war nach Josef Hoffmann. Die Einrichtung der Lokalität schufen die drei bildenden Künstler Carl Leopold Hollitzer, Emil Orlik und Gustav Klimt, koordinierte durch Adolf Loos. Das Souterrain-Lokal und das Haus Johannesgasse 1 wurde 1945 beim letzten Bombenangriff auf Wien zerstört.

## Künstlerische Leitung
Nach dem Ersten Weltkrieg leiteten die Direktoren Arthur Schwarz und Emil Schwarz die Bühne. Ihr Hausautor war Karl Farkas. In den 1920er Jahren führte Wilhelm Gyimes die Bühne, zuerst als Tanzlokal, dann erweitert mit einer Girltruppe von sechs Mädchen, die Femina-Girls, wobei in den Tanzpausen die Girls auftraten, wie auch einfache Schauspieler, welche Sketche aufführten.